# Oekom-Verlag
Der Oekom-Verlag (Eigenschreibweise: oekom verlag) ist ein deutscher Fachverlag für Ökologie und Nachhaltigkeit mit Sitz in München.
Erklärtes Ziel des Verlages ist es, das Leitbild der Nachhaltigkeit in der Gesellschaft umzusetzen und zu verankern. Das Verlagsprogramm umfasst Bücher, Zeitschriften und Broschüren, die das Thema aus verschiedenen Perspektiven und für verschiedene Zielgruppen aufbereiten: vom populären Sachbuch bis zu Fachmedien der sozial-ökologischen Forschung.

## Verlagsgeschichte
Der Oekom-Verlag ging aus dem von Jacob Radloff 1989 gegründeten „Kommunikationsbüro für Ökologie und Kommunikation (oekom)“ hervor. Dieses widmete sich zunächst primär der Herstellung und dem Vertrieb der Zeitschrift politische ökologie. 1993 wurde das Kommunikationsbüro in „Gesellschaft für ökologische Kommunikation mbH (oekom)“ umbenannt, einen Verlag für ökologisch orientierte Publikationen. In den folgenden Jahren kamen sechs Fachzeitschriften hinzu, die entweder übernommen und neu konzipiert oder im Verlag selbst entwickelt wurden: Ökologisches Wirtschaften, GAIA, 21, Der Umweltbeauftragte, Ökologie & Landbau und umwelt aktuell. Der Geschäftsbereich Umweltrating, der bisher in die Gesellschaft integriert war, wurde 1996 in die oekom research AG ausgegliedert.
2005 startete der Oekom-Verlag ein Fachbuchprogramm, in dem jährlich etwa 30 bis 40 wissenschaftliche Titel publiziert werden. 2008 legte er ein populäres Sachbuchprogramm mit ca. 15 Titeln pro Jahr auf. 2009 ging der Verlag eine Vertriebskooperation mit dem Carl Hanser Verlag ein.
Mit „Dreck“ von David R. Montgomery verlegte der Verlag 2010 zum ersten Mal auch Übersetzungen; in den folgenden Jahren kamen Lizenztitel hinzu, wie beispielsweise „Wohlstand ohne Wachstum“ von Tim Jackson (2011) oder „2052. Der neue Bericht an den Club of Rome“ von Jørgen Randers (2012). 2013 veröffentlichte der Verlag eine bibliophile Neuausgabe des ursprünglich 1713 veröffentlichten Werkes „Sylvicultura oeconomica“ von Hans Carl von Carlowitz. Die Sachbücher werden um den thematischen Schwerpunkt „Verantwortungsbewusste Ernährung“ erweitert.
Der Verlag ist Mitglied im Börsenverein des Deutschen Buchhandels.

## Oekom Crowd
2017 eröffnete der Oekom-Verlag die Crowdfunding-Plattform Oekom Crowd. Hier wird Interessierten ermöglicht, potenzielle Buchprojekte finanziell zu unterstützen, die nach dem Erreichen eines vorher festgelegten Betrags vom Verlag umgesetzt werden. Als Belohnung bekommen die Unterstützenden das Buch in der Regel bereits vor seiner regulären Veröffentlichung.

## Zeitschriften des Verlags
Der Verlag verlegt folgende Zeitschriften (Herausgeber in Klammern):
- politische ökologie (oekom e. V.)
- GAIA – Ökologische Perspektiven für Wissenschaft und Gesellschaft (Verein Gaia)
- Ökologie & Landbau (Stiftung Ökologie & Landbau)
- Ökologisches Wirtschaften (Institut für ökologische Wirtschaftsforschung) und (Vereinigung für ökologische Wirtschaftsforschung)
- Der Umweltbeauftragte, erscheint seit Oktober 2022 als UmweltbeauftragteR[5]
- Briefe zur Interdisziplinarität (Andrea von Braun Stiftung)
- Nationalpark (Verein der Nationalpark-Freunde e. V.)
- Slow Food Magazin (Slow Food Deutschland e. V.)
- Dreipunktnull (Magazin)[6] (Stiftung Naturschutz Berlin)
- Spatial Research and Planning (Akademie für Raumentwicklung in der Leibniz-Gemeinschaft (ARL), Leibniz-Institut für Raumbezogene Sozialforschung (IRS), Leibniz-Institut für Länderkunde (IfL), Institut für Landes- und Stadtentwicklungsforschung (ILS), Leibniz-Institut für ökologische Raumentwicklung (IÖR))
- BIO – Natürlich gesund leben
- TATuP. Journal for Technology Assessment in Theory and Practice (Institut für Technikfolgenabschätzung und Systemanalyse)

Die Zeitschrift umwelt aktuell (Deutscher Naturschutzring) erschien von 2007 bis 2019 im oekom verlag.

## Buchautoren und Herausgeber (Auswahl)
Die folgenden Autoren beziehungsweise Herausgeber (Auswahl) haben beim Oekom-Verlag publiziert:
- Ugo Bardi, Chemiker
- Michael Braungart, Chemiker
- Weert Canzler, Sozialwissenschaftler und Mobilitätsforscher
- Alexander Dill, Journalist und Soziologe, Commensforscher
- William McDonough, Architekt, Designer und Autor
- Rupert Ebner, Tierarzt
- Andrea Fink-Keßler, Leiterin des Büros für Agrar- und Regionalentwicklung
- Peter Finke, Wissenschaftstheoretiker
- Karlheinz Geißler, Sozial- und Wirtschaftswissenschaftler
- Ulrich Grober, Journalist, Publizist und Autor
- Joachim Hamberger, Forstwissenschaftler
- Johannes Hoffmann, Wirtschaftsethiker
- Rob Hopkins, Dozent und Umweltaktivist
- Mike Hulme, Geograph und Klimatologe
- Tim Jackson, britischer Wirtschaftswissenschaftler
- Cornelie Jäger, Tierärztin
- Andreas Knie, Sozialwissenschaftler und Mobilitätsforscher
- Peter Krause, Journalist und Autor
- Jens Mecklenburg, Lebensmitteljournalist
- Niko Paech, Volkswirtschaftler und Wachstumskritiker
- Michael Pollan, Journalist
- Joachim Radkau, Historiker
- Jørgen Randers, Dozent, Autor und Zukunftsforscher
- Ute Scheub, Publizistin, Politologin und Autorin
- Uwe Schneidewind, Wirtschaftswissenschaftler
- Ernst Friedrich Schumacher, Ökonom
- Karl Ludwig Schweisfurth, Unternehmer und Pionier auf dem Gebiet der ökologischen Lebensmittelherstellung
- Pavan Sukhdev, Dozent und Ökonom
- Angelika Zahrnt, Volkswirtin und Naturschützerin